# Самарджич, Марко
Марко Самарджич (серб. Марко Самарџић) — сербский волейболист, либеро сборной Сербии.
Выступал за «Црвену Звезду» Белград (2000/01—2004/05), «Войводину» Нови-Сад (2005/06—2006/07), французский «Тур» (2007/08), польский «Трефл» Гданьск (2008/09), с 2009 года играет в составе греческого «Ариса» из Салоник.
В 2005 году провёл первые матчи за сборную Сербии и Черногории в розыгрыше Мировой лиги, был признан лучшим либеро финального турнира, проходившего в Белграде. В том же году завоевал бронзовую медаль на чемпионате Европы.
С 2007 года играет в сборной Сербии, в её составе участвовал на Олимпийских играх в Пекине-2008, становился бронзовым призёром чемпионата Европы (2007) и чемпионата мира (2010).

## Участие в международных турнирах
| Год  | Турнир           | Место проведения | Результат |
| ---- | ---------------- | ---------------- | --------- |
| 2005 | Мировая лига     | Белград          | 2-е место |
| 2005 | Чемпионат Европы | Рим и Белград    | 3-е место |
| 2006 | Мировая лига     | Москва           | 5-е место |
| 2006 | Чемпионат мира   | Япония           | 4-е место |
| 2007 | Чемпионат Европы | Россия           | 3-е место |
| 2008 | Мировая лига     | Рио-де-Жанейро   | 2-е место |
| 2008 | Олимпийские игры | Пекин            | 5-е место |
| 2009 | Мировая лига     | Белград          | 2-е место |
| 2009 | Чемпионат Европы | Турция           | 5-е место |
| 2010 | Чемпионат мира   | Италия           | 3-е место |